# Seven de Londres 2003
El Seven de Londres de 2003 fue la tercera edición del torneo inglés de rugby 7, fue el séptimo y último torneo de la temporada 2002-03 de la Serie Mundial Masculina de Rugby 7.
Se disputó en la instalaciones del Twickenham Stadium de Londres.

## Fase de grupos

### Grupo A
| Equipo        | Encuentros | Encuentros | Encuentros | Encuentros | Tantos  | Tantos    | Tantos     | Puntos |
| Equipo        | jugados    | ganados    | empatados  | perdidos   | a favor | en contra | diferencia | Puntos |
| ------------- | ---------- | ---------- | ---------- | ---------- | ------- | --------- | ---------- | ------ |
| Nueva Zelanda | 3          | 3          | 0          | 0          | 96      | 12        | 84         | 9      |
| Italia        | 3          | 2          | 0          | 1          | 51      | 51        | 0          | 7      |
| Canadá        | 3          | 1          | 0          | 2          | 31      | 72        | −41        | 5      |
| Francia       | 3          | 0          | 0          | 3          | 34      | 77        | −42        | 3      |

Nota: Se otorgan 3 puntos al equipo que gane un partido, 2 al que empate y 1 al que pierda

### Grupo B
| Equipo     | Encuentros | Encuentros | Encuentros | Encuentros | Tantos  | Tantos    | Tantos     | Puntos |
| Equipo     | jugados    | ganados    | empatados  | perdidos   | a favor | en contra | diferencia | Puntos |
| ---------- | ---------- | ---------- | ---------- | ---------- | ------- | --------- | ---------- | ------ |
| Inglaterra | 3          | 3          | 0          | 0          | 83      | 17        | 66         | 9      |
| Georgia    | 3          | 2          | 0          | 1          | 26      | 24        | 2          | 7      |
| Argentina  | 3          | 1          | 0          | 2          | 29      | 52        | –23        | 5      |
| Escocia    | 3          | 0          | 0          | 3          | 10      | 55        | −45        | 3      |

### Grupo C
| Equipo    | Encuentros | Encuentros | Encuentros | Encuentros | Tantos  | Tantos    | Tantos     | Puntos |
| Equipo    | jugados    | ganados    | empatados  | perdidos   | a favor | en contra | diferencia | Puntos |
| --------- | ---------- | ---------- | ---------- | ---------- | ------- | --------- | ---------- | ------ |
| Sudáfrica | 3          | 3          | 0          | 0          | 109     | 14        | 95         | 9      |
| Fiyi      | 3          | 2          | 0          | 1          | 95      | 24        | 71         | 7      |
| Portugal  | 3          | 1          | 0          | 2          | 26      | 69        | –43        | 5      |
| Rusia     | 3          | 0          | 0          | 3          | 0       | 123       | –123       | 3      |

### Grupo D
| Equipo    | Encuentros | Encuentros | Encuentros | Encuentros | Tantos  | Tantos    | Tantos     | Puntos |
| Equipo    | jugados    | ganados    | empatados  | perdidos   | a favor | en contra | diferencia | Puntos |
| --------- | ---------- | ---------- | ---------- | ---------- | ------- | --------- | ---------- | ------ |
| Australia | 3          | 2          | 1          | 0          | 59      | 33        | 26         | 8      |
| Gales     | 3          | 2          | 0          | 1          | 57      | 38        | 19         | 7      |
| Samoa     | 3          | 1          | 1          | 1          | 43      | 41        | 2          | 6      |
| España    | 3          | 0          | 0          | 3          | 31      | 78        | −47        | 3      |

## Fase Final

### Cuartos de final
| 7 de junio | Inglaterra | 50 - 0 | Italia |  |  |

| 7 de junio | Sudáfrica | 47 - 19 | Gales |  |  |

| 7 de junio | Fiyi | 31 - 19 | Australia |  |  |

| 7 de junio | Nueva Zelanda | 31 - 7 | Georgia |  |  |

### Semifinal
| 7 de junio | Inglaterra | 26 - 5 | Sudáfrica |  |  |

| 7 de junio | Fiyi | 26 - 7 | Nueva Zelanda |  |  |

### Final
| 7 de junio | Inglaterra | 31 - 24 | Fiyi |  |  |

| Bandera de Inglaterra  |
| Campeón Inglaterra     |
| 3º título del circuito |